# 大社保舍甲清福寺
保舍甲清福寺，位於臺灣高雄市大社區保舍甲的一間主祀清水祖師的廟宇，亦為保舍甲的庄頭廟。

## 歷史沿革
保舍甲清福寺創建於清道光24年，由當地居民募集資金向當地張氏家族購買土地興建，但據《台灣省通志》記載，清福寺係創建於嘉慶12年（1807）年；現今清福寺廟貌為民國58年（西元1969年）重建，廟貌還保存有古風。廟中有一塊保舍甲望族張氏家族中的貢生張榮機敬獻的一塊「清水祖師」的匾額。

## 祀神
清水祖師、福德正神、太陽星君、中壇元帥、太歲星君

## 圖輯

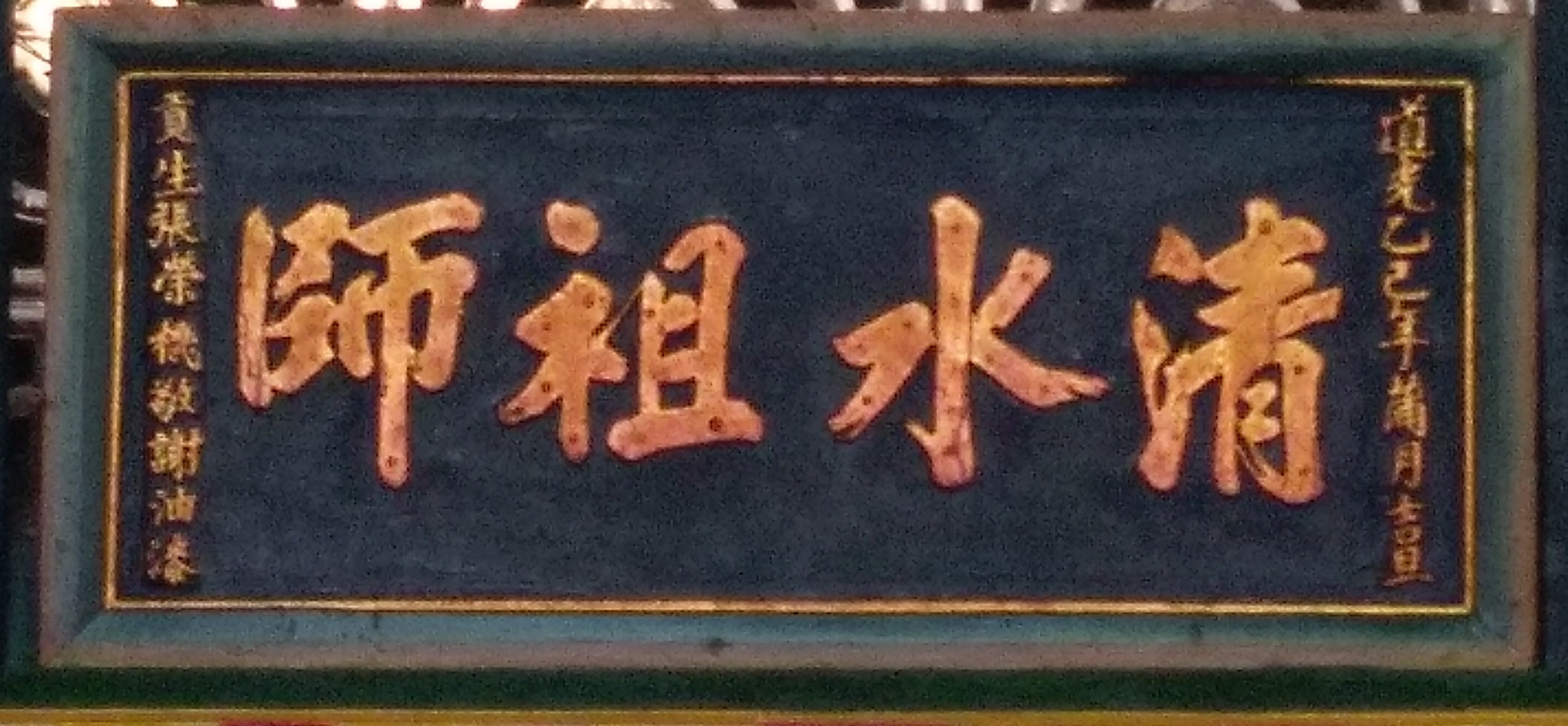
保舍甲清福寺的道光乙巳年古匾「清水祖師」
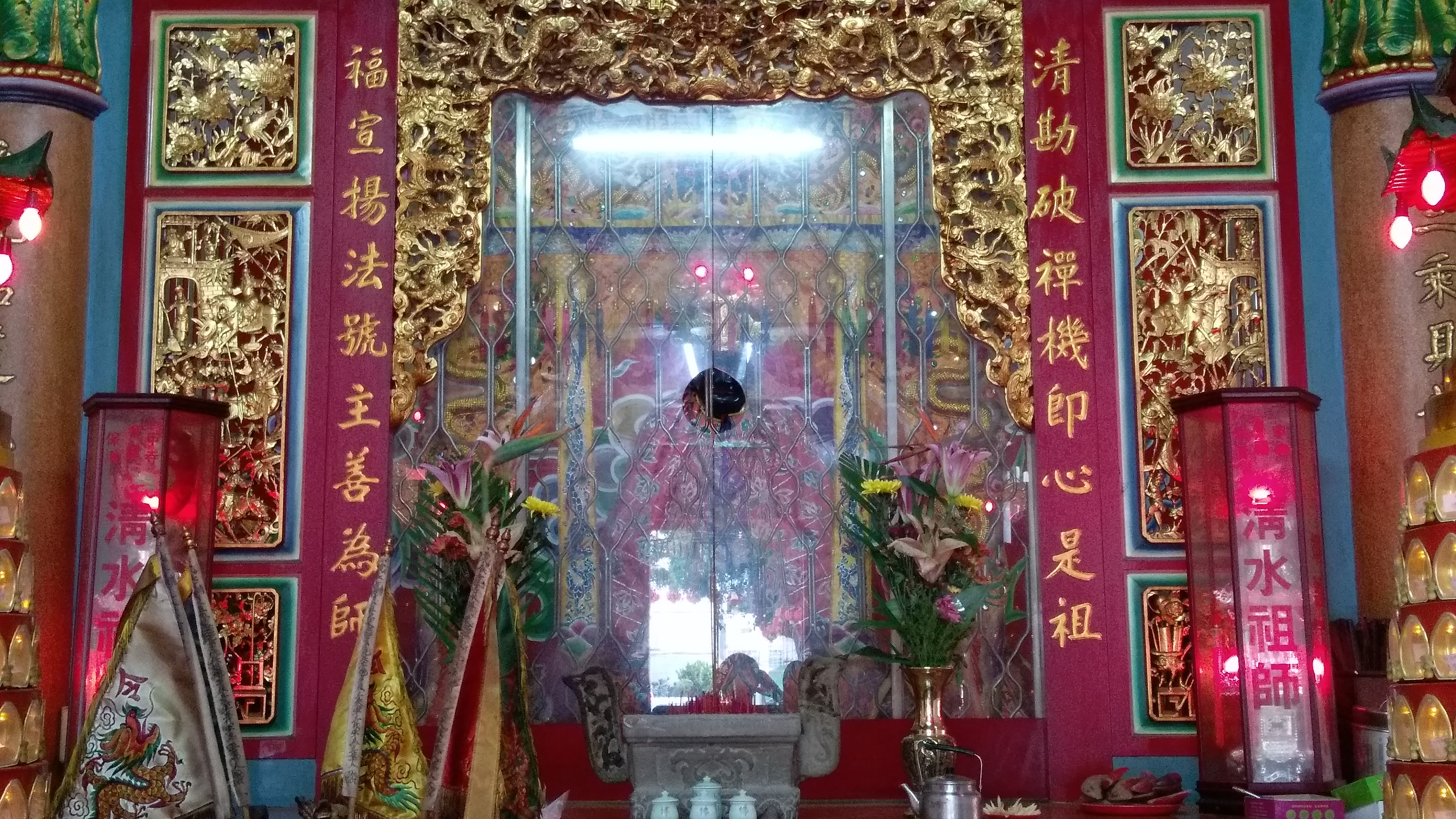
保舍甲清福寺正殿神龕
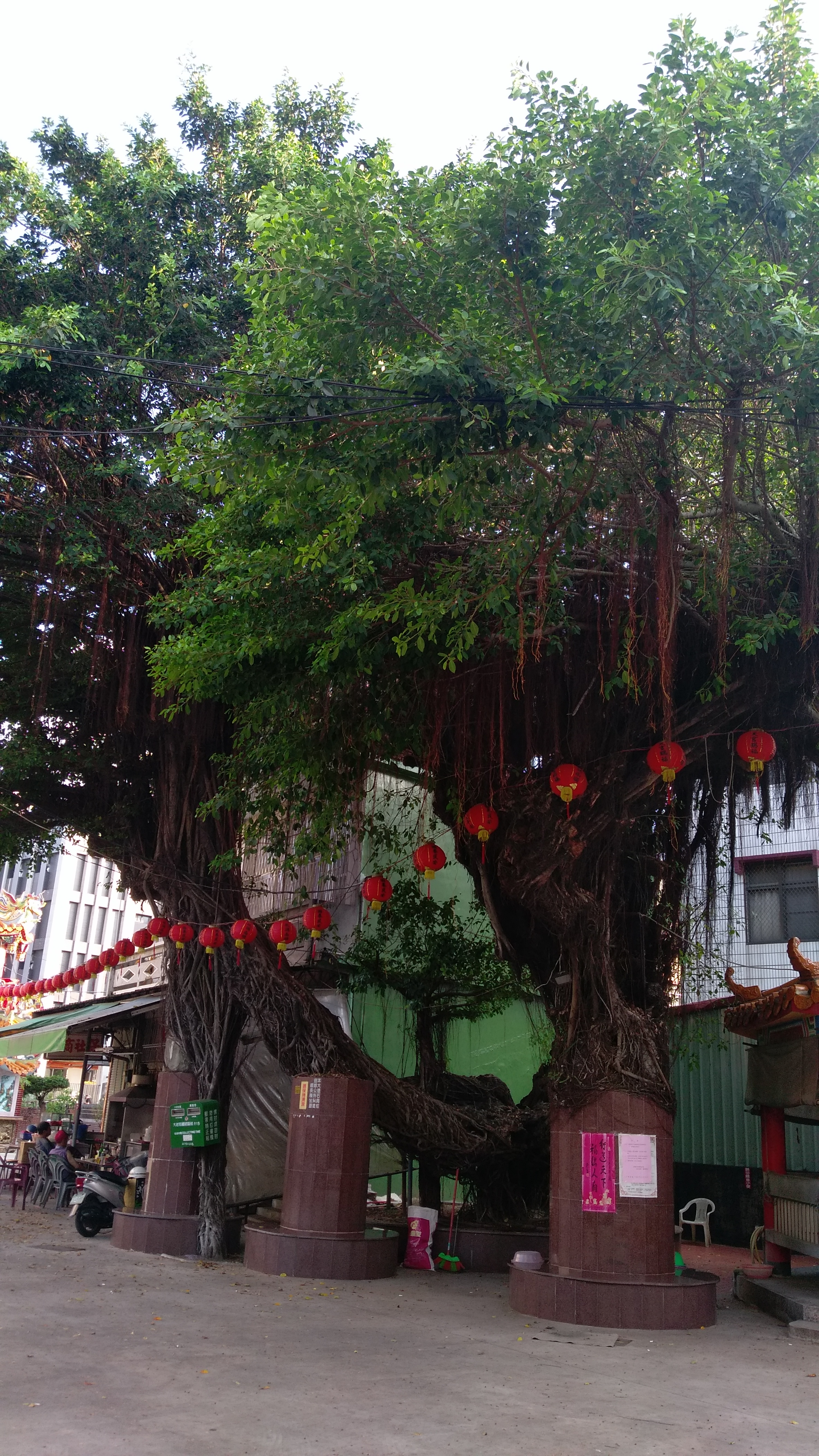
保舍甲清福寺前的老樹

## 外部連結
- 保舍甲 清福寺的Facebook專頁